# Clepticus brasiliensis
Clepticus brasiliensis är en fiskart som beskrevs av Heiser, Moura och Robertson 2000. Clepticus brasiliensis ingår i släktet Clepticus och familjen läppfiskar. IUCN kategoriserar arten globalt som livskraftig. Inga underarter finns listade i Catalogue of Life.